# Hagens Berman-Supermint
Hagens Berman-Supermint was een Amerikaanse professionele wielerploeg voor vrouwen, die tussen 2016 en 2019 deel uitmaakte van het peloton.

## Renners

### 2019

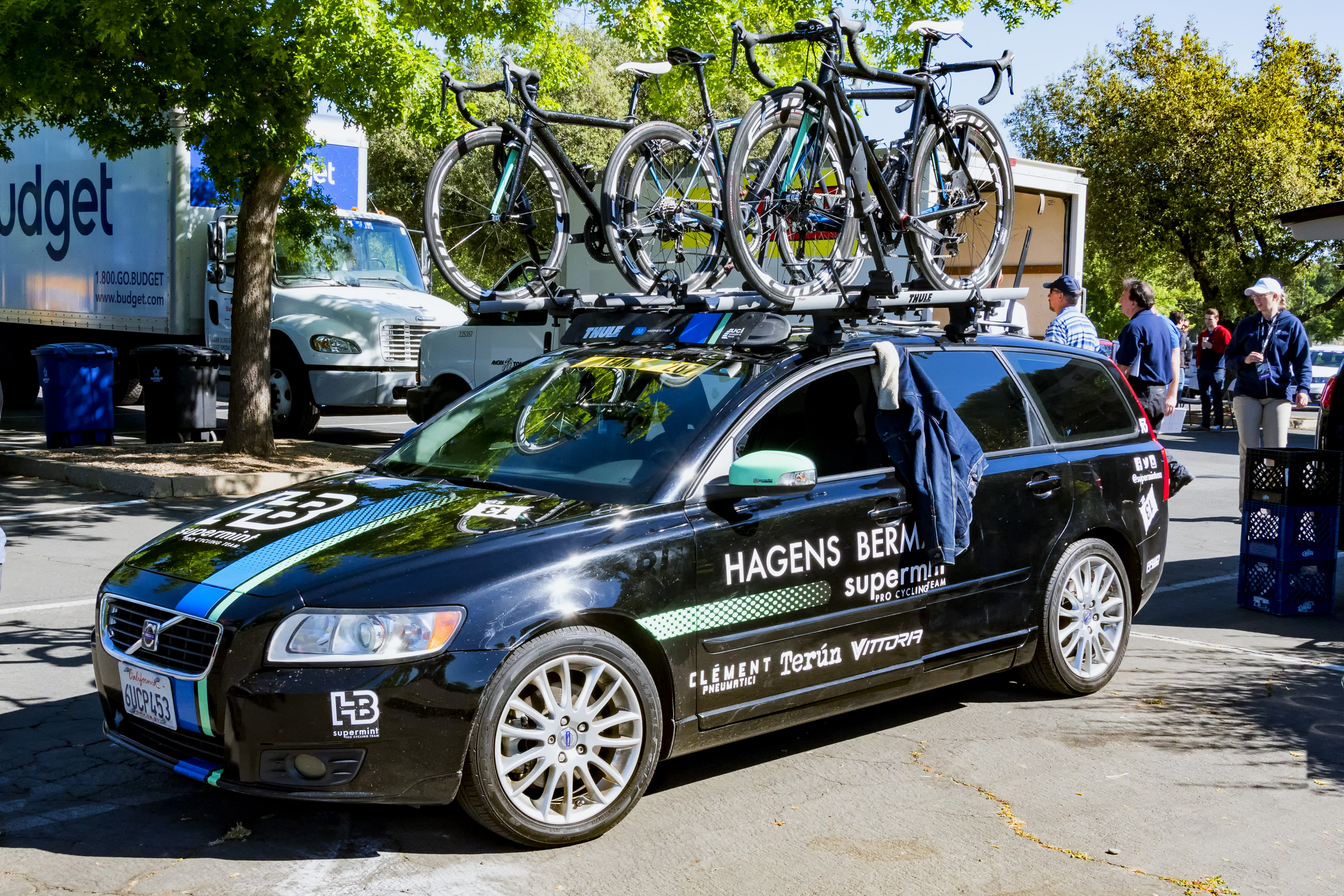
Ploegauto in 2017

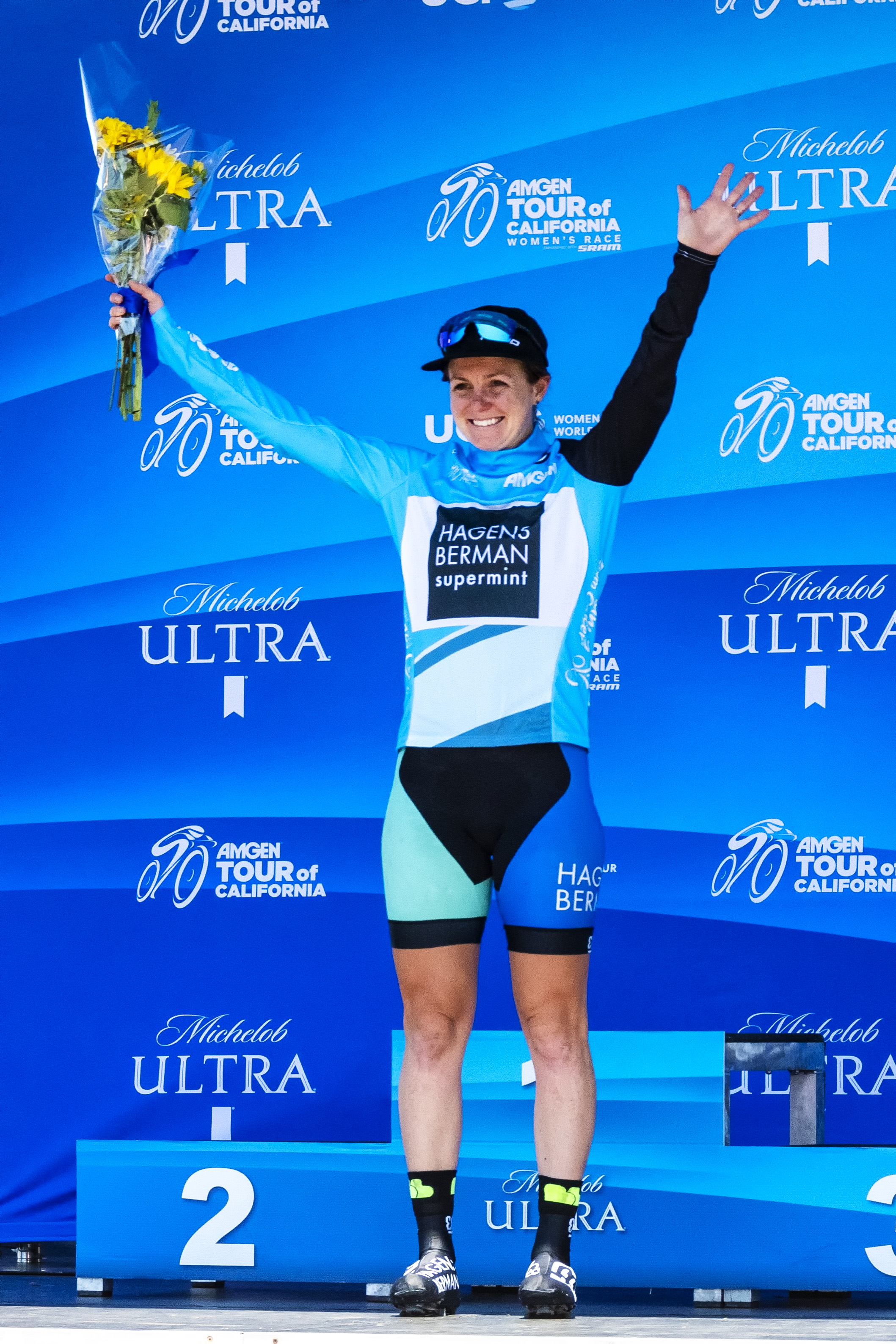
Whitney Allison in 2018

| Naam               | Geboortedatum | Nationaliteit       | Vorige ploeg                      |
| ------------------ | ------------- | ------------------- | --------------------------------- |
| Lily Williams      | 24-06-1994    | Verenigde Staten    |                                   |
| Whitney Allison    | 01-03-1988    | Verenigde Staten    | Colavita-Bianchi                  |
| Jessica Cerra      | 01-05-1982    | Verenigde Staten    | TWENTY16-Ridebiker                |
| Leigh Ann Ganzar   | 08-09-1989    | Verenigde Staten    |                                   |
| Lindsay Goldman    | 31-10-1984    | Verenigde Staten    | BMW p/b Happy Tooth Dental        |
| Julie Kuliecza     | 04-11-1980    | Verenigde Staten    | Pepper Palace p/b The Happy Tooth |
| Harriet Owen       | 16-12-1993    | Verenigd Koninkrijk |                                   |
| Liza Rachetto      | 30-01-1974    | Verenigde Staten    | BMW p/b Happy Tooth Dental        |
| Starla Teddergreen | 11-12-1979    | Verenigde Staten    |                                   |
| Aimee Vasse        | 22-07-1978    | Verenigde Staten    |                                   |

### Bekende ex-rensters
- Peta Mullens (2017-2018)
- Jevgenija Vysotska (2016)
- Lily Williams (2018-2019)
- Lizzie Williams (2017)
- Eri Yonamine (2016)

## Belangrijke overwinningen
2018
Winston Salem Cycling Classic, Lily Williams
2019
Winston Salem Cycling Classic, Leigh Ann Ganzar

### Kampioenschappen
2016
 Japans kampioene op de weg, Eri Yonamine
 Japans kampioene tijdrijden, Eri Yonamine
2017
 Australisch kampioene veldrijden, Peta Mullens